# Sollevamento pesi ai Giochi olimpici intermedi
Il sollevamento pesi ai Giochi olimpici intermedi del 1906 di Atene fu rappresentato da due eventi di categoria maschile.

## Risultati
| Evento                  | Oro               | Argento           | Bronzo                                                 |
| Con una mano (dettagli) | Josef Steinbach   | Tullio Camillotti | Heinrich Schneidereit                                  |
| Con due mani (dettagli) | Dīmitrios Tofalos | Josef Steinbach   | Alexandre Maspoli Heinrich Schneidereit Heinrich Rondi |

## Medagliere
| Posizione | Paese    |   |   |   | Totale |
| --------- | -------- | - | - | - | ------ |
| 1         | Austria  | 1 | 1 | 0 | 2      |
| 2         | Grecia   | 1 | 0 | 0 | 1      |
| 3         | Italia   | 0 | 1 | 0 | 1      |
| 4         | Germania | 0 | 0 | 3 | 3      |
| 5         | Francia  | 0 | 0 | 1 | 1      |